# Carminita
La carminita és un mineral de la classe dels fosfats que pertany i dona nom al grup de la carminita. Rep el nom pel seu característic color vermell carmí.

## Característiques
La carminita és un arsenat de fórmula química PbFe³⁺₂(AsO₄)₂(OH)₂. Cristal·litza en el sistema ortoròmbic. La seva duresa a l'escala de Mohs és 3,5. És l'anàleg de plom de la sewardita, i el dimorf ortoròmbic de la mawbyita.
Segons la classificació de Nickel-Strunz, la carminita pertany a «08.BH: Fosfats, etc. amb anions addicionals, sense H₂O, amb cations de mida mitjana i gran, (OH, etc.):RO₄ = 1:1» juntament amb els següents minerals: thadeuïta, durangita, isokita, lacroixita, maxwellita, panasqueiraïta, tilasita, drugmanita, bjarebyita, cirrolita, kulanita, penikisita, perloffita, johntomaïta, bertossaïta, palermoïta, sewardita, adelita, arsendescloizita, austinita, cobaltaustinita, conicalcita, duftita, gabrielsonita, nickelaustinita, tangeïta, gottlobita, hermannroseïta, čechita, descloizita, mottramita, pirobelonita, bayldonita, vesignieïta, paganoïta, jagowerita, carlgieseckeïta-(Nd), attakolita i leningradita.

## Formació i jaciments
Va ser descoberta a la mina Louise, situada a la localitat de Bürdenbach, a Westerwald (Renània-Palatinat, Alemanya). Tot i no tractar-se d'una espècie gaire comuna, ha estat descrita a tots els continents del planeta excepte a l'Antàrtida. Als territoris de parla catalana ha estat descrita a la mina «Iris 18» d'Escornalbou, a Riudecanyes (Baix Camp, Tarragona).